# Falsibugulella
Falsibugulella is een monotypisch mosdiertjesgeslacht uit de familie van de Bugulidae en de orde Cheilostomatida

## Soorten
- Falsibugulella sinica Liu, 1984